# Пер Карлен
Пер Карлен  (швед. Per Carlén, 19 листопада 1960) — шведський гандболіст, олімпійський медаліст.

## Виступи на Олімпіадах
| Олімпіада         | Дисципліна | Місце |
| ----------------- | ---------- | ----- |
| Лос-Анджелес 1984 | гандбол    | 5     |
| Сеул 1988         | гандбол    | 5     |
| Барселона 1992    | гандбол    | 2     |
| Атланта 1996      | гандбол    | 2     |

## Зовнішні посилання
- Досьє на sport.references.com [Архівовано 10 листопада 2012 у Wayback Machine.]